# KS Shkumbini Peqin
A KS Shkumbini Peqin egy albán labdarúgócsapat Peqinben.
Hazai mérkőzéseiket az 5000 fő befogadására alkalmas Fusha Sportive Peqin Stadionban játsszák.

## Történelem
A klubot 1924-ben alapították. 

### A csapat elnevezései
- 1924 – KS Shkumbini Peqin
- 1951 – Puna Peqin